# Eschlikon
Eschlikon is een gemeente en plaats in het Zwitserse kanton Thurgau, en maakt deel uit van het district Münchwilen.

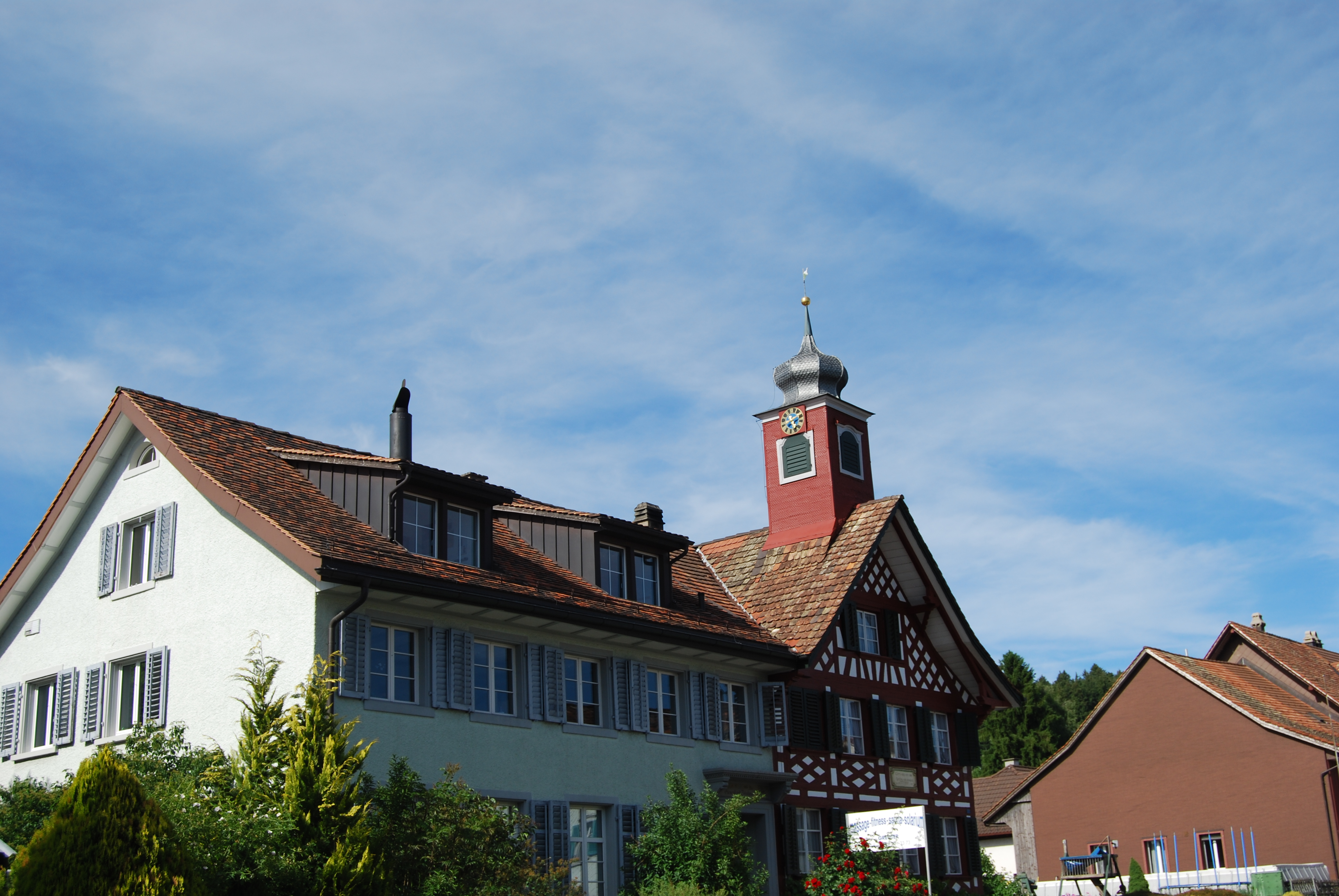
Eschlikon

Eschlikon telt 3537 inwoners.